# Kwiatówki
Kwiatówki, czerwonki (Dicaeidae) – rodzina ptaków z rzędu wróblowych (Passeriformes), obejmująca ponad czterdzieści gatunków występujących w tropikach Azji i Australazji.

## Charakterystyka
Są to małe (długość ciała 7–13 cm), zazwyczaj kolorowo ubarwione ptaki, z krótkimi ogonami, krótkimi grubymi dziobami oraz rurkowatymi językami. Język jest przystosowany do odżywiania się nektarem, aczkolwiek niektóre gatunki zjadają również owoce i drobne bezkręgowce.  

## Systematyka
Do rodziny zaliczane są następujące rodzaje:
- Pachyglossa Blyth, 1843
- Prionochilus Strickland, 1841
- Dicaeum Cuvier, 1816

Wcześniej zaliczano do tej rodziny rodzaje Melanocharis, Rhamphocharis (obecnie klasyfikowany w rodzinie Melanocharitidae), Oreocharis, Paramythia (obecnie Paramythiidae) i Pardalotus (obecnie Pardalotidae).